# یونیفرم (فیلم)
یونیفرم (به هندی: Vardi) فیلمی اکشن محصول سال ۱۹۸۹ و به کارگردانی اومش مهرا است. در این فیلم بازیگرانی همچون سانی دئول، درمندرا، جکی شروف، مادهوری دیکشیت، قادرخان، پارش راوال، راضا مراد، آنجانا ممتاز، ساتیش کایشیک، باب کریستو، آنجان سیرواستاو ایفای نقش کرده‌اند.